# روان‌شناسی محیط
روان‌شناسی محیط از ابتدای دهه ۶۰ قرن بیستم به وجود آمد. ابتدا در سال‌های ۱۹۶۰–۱۹۷۰ اولین کار روان‌شناسی محیط این بود که آثار محیط فیزیکی و اجتماعی بر افراد را بفهمد، اما از دهه ۱۹۸۰ به بعد به بررسی نقش افراد بر محیط هم می‌پردازد. از جمله سر فصل‌های این شاخه از روان‌شناسی قلمرو رفتار، تراکم و ازدحام، استرس‌زاهای محیطی است. این رشته از روان‌شناسی شاخه‌ای میان‌رشته‌ای است که با معماری، معماری منظر و طراحی شهری رابطه‌ای نزدیک دارد.
از پژوهشگران و استادان بنام این رشته در ایران استاد فقید پروفسور رضا سیروس صبری بودند. مقالات و پژوهش‌های ایشان منبع مهمی برای پژوهشگران ایرانی در این رشته به شمار می‌رود.
روانشناسی محیطی به مطالعه تعاملات بین انسان‌ها و محیط‌های طبیعی و ساخته شده می‌پردازد. این رشته بین‌رشته‌ای در اوایل دهه 1960 شکل گرفت، هرچند ریشه‌های آن به اوایل قرن بیستم در اروپا برمی‌گردد. تأثیر متفکران آلمانی و آثار شاعران رمانتیک و طبیعت‌گرا در شکل‌گیری این علم قابل توجه است.ریشه‌های روانشناسی محیطی به روانشناسان آلمانی اوایل قرن بیستم برمی‌گردد که به بررسی رابطه بین افراد و محیط‌هایشان پرداختند..